# Виджано
Виджа̀но (на италиански: Viggiano) е малко градче и община в Южна Италия, провинция Потенца, регион Базиликата. Разположено е на 1023 m надморска височина. Населението на общината е 3195 души (към 2011 г.).